# Kelli White
Kelli White, née le 1er avril 1977 à Oakland en Californie, est une athlète américaine, pratiquant le sprint.

## Biographie
Lors des Mondiaux 2003 à Paris-Saint-Denis, elle est la meilleure sprinteuse du monde. Elle remporte les deux médailles d'or en jeu dans les disciplines du sprint, que sont le 100 mètres et le 200 mètres. Au matin du relais 4 × 100 mètres, le quotidien L'Équipe révèle que du modafinil a été retrouvé dans ses urines, après sa finale du 100 m. Même si un certain flou entoure le règlement, cette révélation pousse l'USA Track and Field à se dispenser de son meilleur élément avant la course de relais, de peur d'une disqualification possible. Bonne intuition car Kelli White sera privée de ses deux titres, le 19 juin 2004 après avoir admis s'être dopée devant le Tribunal arbitral du sport.
Lors de cette audition, elle explique que son entraîneur Remi Korchemny (en) lui a présenté, durant l'année 2000, le patron du laboratoire Balco, Victor Conte. Celui-ci lui prescrit des suppléments alimentaires et des vitamines. Elle refuse à cette époque l'usage de compléments contenant des stéroïdes. Ce n'est qu'en 2002, après une blessure, qu'elle accepte le dopage. Lors de son audition, elle admet avoir utilisé de l'EPO et de la THG.
Ses performances établies à partir du 15 décembre 2000 sont annulées et ses deux médailles retirées. Elle est également condamnée à deux ans de suspension qui mettront un terme à sa carrière.